# Nizina Kusarska
Nizina Kusarska (azer.: Qusar maili düzənliyi) – równina w północnym Azerbejdżanie, na północny wschód od Wielkiego Kaukazu, na wysokości od 28 do 600 m n.p.m. Zbudowana jest ze zlepieńców, glin, żwirów i iłów. Leży w strefie klimatu umiarkowanego ciepłego; średnia temperatura w lipcu wynosi 20–25 °C, w styczniu natomiast 0–3 °C. Średnia roczna suma opadów wynosi tu 200–400 mm. Przez równinę przepływają liczne rzeki, np. Qusarçay, Qaraçay, Qudyalçay, a także Kanał Samur-Apszeroński. Region rozwinięty rolniczo.